# Good Life (G-Eazy & Kehlani)
Good Life is een nummer uit 2017 van de Amerikaanse rapper G-Eazy en de eveneens Amerikaanse zangeres Kehlani. Het is de derde single van zijn soundtrack van de film The Fate of the Furious.
"Good Life" werd in diverse landen een hit. In de Amerikaanse Billboard Hot 100 werd een bescheiden 59e positie gehaald. In Nederland haalde het nummer de 1e positie in de Tipparade, en in Vlaanderen de 3e positie in de Tipparade.